# Pyhäkoski

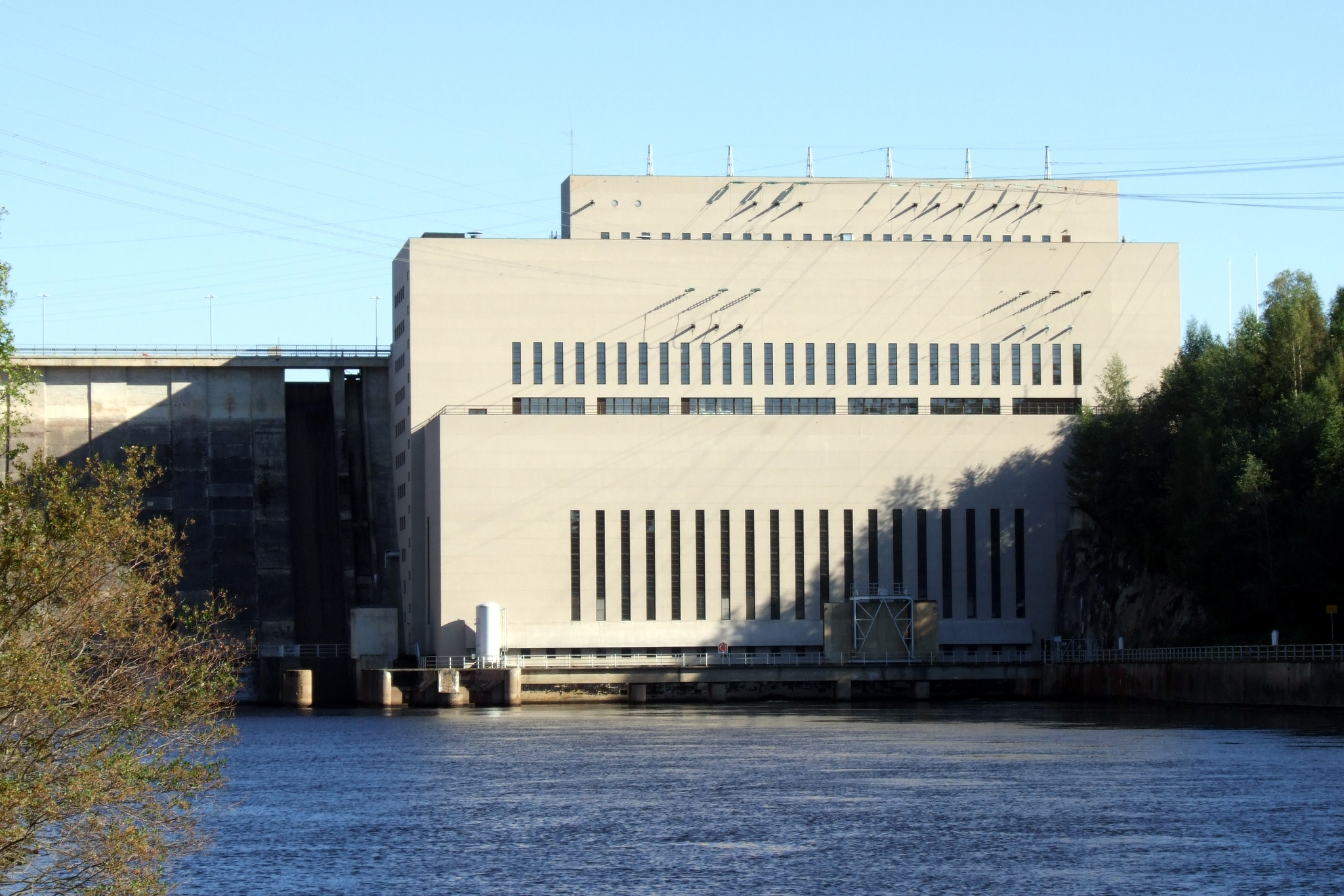
Pyhäkoski kraftverk.

Pyhäkoski är ett vattenkraftverk i Finland och tidigare den största forsen i Ule älv och hela landet, belägen i Utajärvi och Muhos kommuner. 
Pyhäkoski hade i naturligt tillstånd en längd av 17,8 kilometer och en fallhöjd på 56 meter. Fallet är numera uppdelat på tre kraftverk (Pälli, Pyhäkoski och Montta), ägda av Fortum Abp. Pyhäkoski kraftverk, uppfört 1941–1949, efter ritningar av arkitekten Aarne Ervi, är beläget 35 kilometer från älvmynningen och är ett av landets största. Fallhöjden vid turbinerna (tre aggregat) är 32,5 meter, effekten 120 MW och den årligen utvunna effekten 610 GWh. Vid kraftverket finns ett elmuseum som presenterar utbyggnaden av vattenkraft i Ule älv 1940–1960.